# 大馬爾特尼夫卡
48°24′34″N 38°59′43″E / 48.40944°N 38.99528°E
大馬爾特尼夫卡（烏克蘭語：Велика Мартинівка）是位於烏克蘭東部的村莊，由盧甘斯克州卢甘斯克区的盧圖希內市鎮負責管轄。該村始建於1950年，面積0.08平方公里，海拔高度118米，2001年人口142，人口密度每平方公里1,820.5人。